# Або (Приморский край)
Або — упразднённое в 1960 году село в Хасанском районе Приморского края.

## География
Находился на берегу ручья Бородинский, правого притока реки Малютинка, по другим данным на реке Амба к северу от мыса Песчаного, в 15 км от Занадворовки, в 149 км от Новокиевска (Краскино).

## Топоним
С. А. Судак пишет, что название дано первопоселенцами-финнами по родному городу Або (Турку). Однако по-фински город фин. Turku, а шведское название швед. Åbo произносится как МФА: [ˈoːbu]о файле.
По другим данным, Або — искаженное от Обу, норвежского названия финского города Турку.

## История
Основано в 1876 году, по данным С. А. Судака финскими колонистами из фактории Находка .
В 1902 году входило в Раздольнинскую волость, в 1915 году — в Занадворовскую волость, в 1926 году — в Посьетский район, Абовский сельсовет.
В 1960 году упразднено.

## Население
Первоначально жили финны.
В 1896 году поселились русские и украинцы.
Согласно статистическим данным, собранных чиновником особых поручений Переселенческого управления Данильченко И. В. в 1902 году, в селе Або число жителей 52, домов 16.
По переписи 1915 года 111 русских.
По переписи населения СССР 1926 года проживали 455 человек, преимущественно корейцы.

## Инфраструктура
Личное подсобное хозяйство.

## Транспорт
Просёлочные дороги. Проходила железная дорога.